# 第十四届全国人民代表大会各专门委员会
第十四届全国人民代表大会各专门委员会是中华人民共和国第十四届全国人民代表大会设立的专门委员会，任期由2023年3月至2028年3月。
《中华人民共和国宪法》第七十条规定：“全国人民代表大会设立民族委员会、宪法和法律委员会、财政经济委员会、教育科学文化卫生委员会、外事委员会、华侨委员会和其他需要设立的专门委员会。在全国人民代表大会闭会期间，各专门委员会受全国人民代表大会常务委员会的领导。”第十四届全国人民代表大会设立10个专门委员会：民族委员会、宪法和法律委员会、监察和司法委员会、财政经济委员会、教育科学文化卫生委员会、外事委员会、华侨委员会、环境与资源保护委员会、农业与农村委员会、社会建设委员会。
2023年3月5日第十四届全国人民代表大会第一次会议通过《第十四届全国人民代表大会第一次会议关于第十四届全国人民代表大会专门委员会主任委员、副主任委员、委员人选的表决办法》，并通过宪法和法律委员会、财政经济委员会主任委员、副主任委员、委员名单。2023年3月12日第十四届全国人民代表大会第一次会议通过八个专门委员会主任委员、副主任委员、委员名单。

## 民族委员会
2023年3月12日通过，组成人员共28名：
- 主任委员： 巴音朝鲁（蒙古族）
- 副主任委员：王志民、安兆庆（锡伯族）、肖开提·依明（维吾尔族）、沙尔合提·阿汗（哈萨克族）、白尚成（回族）、黄俊华（壮族）、苻彩香（女，黎族）、林锐、周敏（女）
- 委员（按姓名笔划为序）：王红（女，满族）、巴莫曲布嫫（女，彝族）、冉博（苗族）、江天亮（土家族）、汤越强（侗族）、杜小光（白族）、杨永英（女，布依族）、杨晓明（藏族）、张太范（朝鲜族）、金汝彬（回族）、郑军里（瑶族）、赵瑞宝、顾祥兵、徐玉善（女，傣族）、郭正耀（哈尼族）、郭振华、嘉木样·洛桑久美·图丹却吉尼玛（藏族）、熊远明（壮族）

2023年12月29日任命：
- 副主任委员：周敏

2024年4月26日撤销：
- 委员：杨晓明（藏族）

## 宪法和法律委员会
2023年3月5日通过，组成人员共19名：
- 主任委员：信春鹰
- 副主任委员：黄明、袁曙宏、沈春耀、何平、丛斌、徐辉、王洪祥、骆源、周光权
- 委员（按姓名笔划为序）：王瑞贺、冯建华、汤维建、许安标、孙宪忠、李玉萍（女）、张勇、武增（女）、高子程

## 监察和司法委员会
2023年3月12日通过，组成人员共20名：
- 主任委员：杨晓超
- 副主任委员：邱学强、张轩、李钺锋、王建武、蒋卓庆、彭金辉、谷振春、高友东
- 委员（按姓名笔划为序）：亓延军、叶赞平、田义祥、许山松、李宁、李季、李宪法、吴杰明、赵保林、唐朝、鲜铁可

2024年6月28日撤销：
- 副主任委员：李钺锋

## 财政经济委员会
2023年3月5日通过，组成人员共25名：
- 主任委员：钟山
- 副主任委员：郭树清、沈金龙、史耀斌、翁杰明、田国立、陈雨露、于春生、安立佳、谢经荣
- 委员（按姓名笔划为序）：朱明春、庄毓敏（女）、刘国强、刘修文、许宏才、张兴敏、张育林、欧阳昌琼、赵海英（女）、侯永志、韩胜延、骞芳莉（女）、蔡玲（女）、蔡继明

2023年4月26日增补：
- 委员：王黎明

2023年9月1日任命：
- 副主任委员：许宏才

2023年12月29日撤销：
- 委员：张育林

2024年11月8日任命：
- 副主任委员：易炼红

## 教育科学文化卫生委员会
2023年3月12日通过，组成人员共33名：
- 主任委员：雒树刚
- 副主任委员：郑卫平、许达哲、侯建国、李静海、张道宏、田学军、古小玉、杨关林（锡伯族）、王希勤
- 委员（按姓名笔划为序）：马旭（满族）、王春法、王晓真、方向、刘云志、刘国永、江涌、孙泽洲、李敬泽、李斌、李巍、束为、肖天亮、吴一戎、何新、陈众议、罗琦、庞丽娟（女）、钟志华、徐永军、程京、赫捷

2023年4月26日增补：
- 委员：高岭

2024年9月13日任命：
- 副主任委员：景俊海

2024年12月25日接受辞去：
- 委员：束为

2025年2月25日任命：
- 副主任委员：楼阳生

2025年6月27日任命：
- 副主任委员：郑雁雄

## 外事委员会
2023年3月12日通过，组成人员共21名：
- 主任委员：娄勤俭
- 副主任委员：傅自应、周亚宁、郝平、王超、郭雷、许甘露、王可
- 委员（按姓名笔划为序）：于旭波、马宜明、王巍、邢广程、李义虎、何华武、张立、林尚立、胡晓犁、秦天、柴方国、蒋成华、谭成旭

2023年12月29日撤销：
- 副主任委员：周亚宁

## 华侨委员会
2023年3月12日通过，组成人员共19名：
- 主任委员：于伟国
- 副主任委员：黄志贤、李玉妹、万立骏、丁来杭、郑建闽、曹鸿鸣
- 委员（按姓名笔划为序）：丁毅、王贻芳、闫傲霜（女）、杜江、李国强、李毅、杨万明、陈云英（女）、徐安祥、阎晓明、程学源、颜珂（女）

2023年12月29日撤销：
- 副主任委员：丁来杭

2024年11月8日任命：
- 副主任委员：颜珂（女）

## 环境与资源保护委员会
2023年3月12日通过，组成人员共27名：
- 主任委员：鹿心社
- 副主任委员：鄂竟平、于忠福、李锦斌、布小林、吕忠梅、王宏、吕彩霞
- 委员（按姓名笔划为序）：王赤、王毅、朱永官、向巧（女，苗族）、刘振芳、刘家国、李勇（军队）、李高（壮族）、李海生、沈政昌、宋锐、张守攻、张涛、张福锁、底青云（女，回族）、贺泓、蒋云钟、谭琳（女）

2023年4月26日增补：
- 委员：杨玉华

2025年2月25日增补：
- 副主任委员：王蒙徽

2025年2月25日免去：
- 委员：李高

## 农业与农村委员会
2023年3月12日通过，组成人员共23名：
- 主任委员：杜家毫
- 副主任委员：李纪恒、蒋超良、范骁骏、江金权、段春华、王刚、唐华俊、邓秀新
- 委员（按姓名笔划为序）：王小鸣、尤海涛、许为钢、孙其信、吴普特、陈福利、周学文、赵立欣（女）、洪天云（土家族）、夏光、钱前、甄占民、魏后凯

2023年4月26日增补：
- 委员：耿遵珠

2024年12月25日撤销：
- 委员：尤海涛

2025年4月30日撤销：
- 副主任委员：蒋超良

## 社会建设委员会
2023年3月12日通过，组成人员共26名：
- 主任委员：杨振武
- 副主任委员：宋秀岩、袁誉柏 、秦生祥、景汉朝、谭天星、孙菊生、李勇、刘伟、汪铁民
- 委员（按姓名笔划为序）：王小云（女）、吕世明、杜航伟、邹铭、辛向阳、张翼、陈学斌、季福绥、金红光（朝鲜族）、周佑勇、郑功成、徐晓、董经纬、詹文龙、詹成付

2023年4月26日增补：
- 委员：鹿新弟